# Svenske skibsvrag
Dette er en alfabetisk liste over udenlandske og svenske skibsvrag, der er fundet i Sverige, inklusive den sydøstlige del af Nordsøen og Østersøen. Fartøjet er dateret efter året, hvor de er blevet søsat, forlis eller anden dato af betydning. Derudover findes få vrag af svenske farøjer, som er forulykket udenrigs.

## A
- Abisko (1913)
- Ada Gorthon (1917)
- Altair (1925)
- Amasis (1923)
- Andromeda (1620)
- Andromeda (1650)
- Antares (1937)
- Ares (1883)
- Argentina (1935)
- Argo (1884)
- Ariel (1883)
- Arvid Kurcks skepp (1521)
- Aspö (M63/1962)
- August Thyssen (1940)
- Auguste Helmerich (1886)

## B
- Baltic (1872)
- Betty af Brantevik, Oxelösund (1890)
- Betty af Brantevik, Landsort (1867)
- Bellona (1782)
- Bistocken (1607/8)
- Björkebåten (ca 400)
- Björns vrag (1700-tallet)
- Blekinge (1682)
- Blå Falken (1597?)
- Bodekull (1660)
- Bollsta (1871)
- Bollsta (1875)
- Bonus (1915)
- Boston af Memel (1907)
- Brederode (1644)
- Brynthen (1527)
- Båden ved Bulverket (ca. 1130)

## C
- Camelen
- Champagnevraket (ca 1850)
- Champagnevraget (1895)
- Cap Arcona (1927)
- Carlshamn (1669)
- Carl Henckel (1882)
- Carlskrona (1686)
- Castor (1678)
- Castor (1702)
- Caesar (1623)
- C.F. Liljevalch (1920)
- Cedric (1881)
- Charlotte Schröder (1901)
- Claes Uggla (1899)
- Concordia/Älvsnabbenvraket (1754)
- Conehatta (1920)
- Constantia (1676)

## D
- Dalarövraket (1660)
- Dalkullan (1896)
- Dannebroge (1692)
- Danske Gripen/Gribben (1658)
- Danske/Vita Svanen (1658)
- Daphne (1890)
- Darsserkoggen (1200-tallet)
- Delfin/Dolphin (1573)
- Delfin (1632)
- Delfin (1677)
- Delfin (1701)
- Dinosauren
- Domenäs/Kolka (1625)
- Draken (1594)
- Draken (1656)
- Dristigheten (1785)
- Drottning Lovisa Ulrika (1745)
- Drottning Ulrika Eleonora (1692)
- Duvan (1599)
- Dygden (1784)

## E
- Ekorren (1716)
- Elefanten (1558)
- Elefanten (1612)
- Elise (1889)
- Emmy Hasse (1880)
- Engelen (1545)
- Engelen (1594)
- Enighed (1650)
- Enigheten (1696)
- Enigheten (1732)
- Equator (1886)
- Eric Nordevall (1836)
- Estland (1682)
- Estonia (1980)

## F
- Falken (1569)
- Falken (1631)
- Falken (1713)
- Falsterbobåten (1265)
- Falsterbopråmarna (1200-tallet)
- Fama (1642/3)
- Fama (1648)
- Fenris (1918)
- Finske Maisan (1539/40)
- Finland (1735)
- Fix (1902)
- Flandria af Göteborg (1898)
- Flink och Färdig (1721)
- Fly Opp (1657)
- Fortuna (1629/30)
- Foteviksskeppen
- Fredricus (1698)
- Freja af Fryken (1869)
- Freja (1885)
- Fridhem/Pigbådsvraket (1920/30-'erne)
- Fringilla (1920)
- Fröken Eleonora (1701)
- Fula gubben (1730'erne)
- Furublåsan (1539/40)
- Fyrspännaren (1700-tallet)
- Fågel Grip (1638)
- Fäderneslandet (1783)
- Föglövraket (ca 1850)
- Förgyllda Lejonet (1564)
- Förgyllda Äpplet (1602)

## G
- Galtabäcksskeppet (ca. 1100)
- Galten (1600-tallet)
- Gaude (1919)
- General von Steuben (1923)
- George (1896)
- Gerda (1868)
- Gertrud Bratt (1926)
- Gordy (1938)
- Gotland (1682)
- Goya (1940)
- Glan (1873)
- Greve Mörner (1719)
- Greve Södermanland (1749)
- Gribshunden (1495)
- Gripen (1590/91)
- Gripen (1713)
- Grom (1916)
- Grå Ulven (1642)
- Gröne Jägaren (1652)
- Gubbvraket
- Gunhild (1862)
- Gustaf Lagerbielke (1890)
- Gustaf Wasa (1890)
- Gustavus (1623)
- Gävle Ulven (1598)
- Göta Rike (1684)
- Göta Elf (1833)
- Göte (1906)
- Göteborg (Kalmar) Kastell (1657)
- Göteborg (J5/1935)
- Götheborg (1738)

## H
- Haga (1918)
- Halland (1682)
- Halvmånen (1565)
- Hammalfyndet
- Hammarby (1875)
- Hannibal (1566)
- Hannibal (1611)
- Hannibal (1632)
- Hansa (1899)
- Hansa (1917)
- Hans Brasks bark (1522)
- Hans von Wismar (1632)
- Harbo Lejonet (1616)
- Harburg (1919)
- Harm (1969)
- Havfrun (1630/1)
- Havmanden (1674)
- Hector (1622)
- Hedvig Elisabet Charlotta (1781)
- Heimdal (1928)
- Henny af Vaxholm (1950)
- Henrik Gronenbergs skepp (1522)
- Hercules (1599/1600)
- Hermod (1918)
- Hernodia (1915)
- Hertha (1918)
- Hollands Barken (1559)
- Hollands Bojorten/Pinken (1564?)
- Hollands Falken (1604)
- Hollands Hägern (1604)
- Hollands Samson (1609)
- Hollands Svanen (1608)
- Hollands Ängeln (1604)
- Hjälpvedett 232 Isbjörn (1894)
- Holländaren (1709)
- Humber (1903)
- Hälsinge Morianen (1598)
- Högskärsvraket Jungfru Katarina (1747)
- Höken (1701)

## I
- Igeln/Liljan (1541)
- Ilmarinen (1934)
- Ingeborg (1776)
- Ingrid Horn (1902)

## J
- Jacob Hans Enkias skuta (1681)
- Jan Heweliusz (1977)
- Jarramas (1821)
- Jehu (1825)
- Johannes Russ
- John Grafton (1883)
- Jonas (1622/3)
- Joshua (1566)
- Josua (1604)
- Jungfru Elisabeth (1717)
- Jungfru Katarina (1747)
- Jungfrun/Svenska Jungfrun (1563)
- Jungfrun (1700-tallet)
- Jupiter (1614)
- Justina (1628/9)
- Justitia (1607)
- Justitia (1623/4)
- Jutholmsvraket (1700)
- Jürgen Fritzen (1940)
- Jägaren (1583/4)
- Jägaren (1601)
- Jägaren (1629/30)
- Jönköping (1895)

## K
- Kalmar (1677)
- Kalmarbåten (ca 1250)
- Kalmar Holken (1551)
- Kalmar Nyckel (1625)
- Kalmar Skeppet Bojorten (1575/6)
- Kamperman (1534)
- Kattan (1641)
- Karlshavn (1676)
- Karlsruhe (1905)
- Keramikvraket
- Klintehamnsskeppet
- Knösenvraket (ca 1200)
- Koggen i Jungfrufjärden
- Koggen i Västergarn
- Konung Adolf Fredrik (1744)
- Kopparvraket, Trelleborg
- Kopparvraket, Danzigbukten (1440)
- Kopparvraket, Ålands hav
- Kostervraket (1700-tallet)
- Kravelen (1525)
- Kravellen vid Franska Stenarna (1500-tallet)
- Krigsfartyg vid Ronneby (1480-tallet)
- Kristina (1624)
- Krogenvraket (1600-tallet)
- Kronan (1618)
- Kronan (1632)
- Kronan (1668)
- Kronfisken (1644)
- Kronprins Gustaf Adolf (1782)
- Krönta Lejonet
- Krönte Svan (1603/4)
- Kuggmarenkoggen (1200-tallet)
- Kungshamnsbåten (1360'erne)
- Kvarstadsbåtarna (1940)
- Kvicksunds Galejan (1599)
- Käppalavraket (1700-tallet)
- Köbenhavn (1675)

## L
- La Confidence (1782)
- Lars Magnus Trozelli (1920)
- Lefort (1835)
- Lejonet (1537)
- Lejonvraket (ca 1640)
- Leoparden (1599)
- Leoparden (1676)
- Libau (1890)
- Lilla Nyckeln (1608)
- Lille Jupiter (1661)
- Lille Konung David (1676/7)
- Lilly (1925)
- Linköping (1838)
- Linköping (1846)
- Lister (1928)
- Livland (1682)
- Livonia (1880)
- Luleå (1922)
- Luleå (1942)
- Lybska Svan (1522)
- Lybska Örn (1574)
- Lützow (1916)
- Långe Barken (1548?)
- Lödösebåten (1500-tallet)
- Löse Galejan (1560)
- Löse Segelskeppet (1549)

## M
- Makalös (1564)
- Margareta af Vätö (1874)
- Margareta (1898)
- Margareta (1942)
- Margret (1919)
- Maria (1622)
- Mars (1563)
- Mars (1603)
- Mars av Helsingborg (1882)
- Mars (1922)
- Mars af Stockholm (1924)
- Marstrand (1699)
- Marsvinet (1659)
- Mary Ann (1838)
- Mastvraket (1714)
- Melanie (1883)
- Mercurius (1601)
- Mercurius (1672)
- Mode (1912)
- Mollökoggen (1200-tallet)
- Mulanvraket, Gotland (1958)
- Mulanvraket, Finland (1610)
- Muriel av Stockholm (1943)

## N
- Najade (1910)
- Nedjan (1893)
- Nelly (1905)
- Nepolina (1913)
- Neptunus (1566)
- Neptunus (1644)
- Neptunus (1659)
- Neptunus (1674)
- Nettelbladet (1644)
- Nicke (1942)
- Nils Gorthon (1921)
- Nordstiernan (1842)
- Norrköping (1698)
- Norrköping (J10/1940)
- Norrtälje (1872)
- Nya Svärdet (1625)
- Nya Upsala (1855)
- Nya Viborgs Barken (1540)
- Nyckeln (1617)
- Nyckeln (1664)
- Nye Blå Falken (1608)
- Nye Bojorten (1549)
- Nye Finske Galejan (1573/4)
- Nye Svarta hunden (1633)
- Nye Viborgs Barken (1540)
- Näsvis (1721)

## O
- Ocean (1922)
- Ocean (1967)
- Ocean Queen (1866)
- Okänt skepp (1500)
- Oleg Koshevoi (1946)
- Olga Atkinsson (1921)
- Orkney (1867)
- Ormen Friske (1949)
- Orpheus (1611)
- Oskarshamnskoggen (ca 1240)
- Osmundvraket (1500-tallet)
- Ostmark (1932)

## P
- Paula Faulbaum (1941)
- Pelikanen (1624)
- Per Brahe (1857)
- Perseus (1619/20)
- Petter Hollender (1535)
- Phoenix (1634/5)
- Pollux (1678)
- Polstjernan (1901)
- Poseidon (1947)
- Posthornet (1666)
- Postiljonen (1662)
- Postiljon (1701)
- Prins Carl (1684)
- Prins Fredrik Wilhelm (1702)
- Prinsessan Hedvig Sofia (1686)
- Prinz Adalbert (1901)
- Profeten Jonas (1700)
- Prosper (1865)

## R
- Ragnar (1913)
- Recompens (1659)
- Resande Man (1660)
- Riksens Ständer (1770)
- Riksnyckeln (1617)
- Riksnyckeln (1664)
- Riksvasa (1599)
- Riksäpplet (1661)
- Riddarholmsskibet
- Ringaren (1530'erne)
- Rita (1959)
- Robinvraket (sent 1700-tallet)
- Rosen (1563)
- Rosen (1599)
- Råbocken (1604)
- Röde Draken (1569)
- Röde Lejonet (1563)

## S
- S2 ubåt (1940)
- S6 ubåt (1942)
- S7 ubåt (1942)
- S8 ubåt (1942)
- Saltskutan Anna Maria (1694)
- Samson/Kort Verfers holk (1522)
- Samson (1565)
- Samson (1598)
- Samson (1631)
- Sankt Erik (1559)
- Sankt Jacob (1627/8)
- Sankt Marcus (1707)
- Sappemeer (1961)
- SC 305 ubåt (1942)
- Scepter (1617)
- Scepter (1636)
- Schleswig-Holstein (1711)
- Scipio (1595)
- Scipio (1606)
- Sjtj-305 ubåt (1942)
- Sjöblad (1709)
- Sjöhästen (1700-tallet)
- Sjötäppevraket (efter 1768)
- Skaftövraket (ca 1440)
- Skagul (1944)
- Skanörskoggen (1390)
- Skorpionen (1703)
- Skriner (1879)
- Skuldelev 1 (1000-tallet)
- Skuldelev 2 (1000-tallet)
- Skåne (1684)
- Slupen Anna (1852)
- Slätteskär (1904)
- Snapp (1947)
- Snarensven (1701)
- Solen (1624)
- Solen (1669)
- Spes (1658)
- Spes (1666)
- Sprengtporten (1768)
- Springvalen (1556)
- Spökskeppet (ca 1640)
- Sten Sture (1900)
- Stjärnan (1600)
- Stockbåten (900-1250)
- Stockholm (1682)
- Stora Gallejan/Duke Carls Galeja (1598)
- Stora Kravelen (1532)
- Stora Kraveln Elefanten (1558)
- Stora Sophia (1627)
- Store Råbohjorten (1560)
- Storken (1624)
- Stormaren (1644)
- Stralsund (1689)
- Sture (1935)
- Styrbjörn (1790)
- Stålnäbben (1607)
- Sundsvall (1674)
- Svalan (1587)
- Svanen (1625)
- Sverige (1678)
- Swiks (1902)
- Svärdet (1625)
- Svärdet (1662)

## T
- Tattranvraket
- TB 388 (1914)
- Tegelvraket, Falsterbonäset (ca 1550)
- Tegelvraket, Stockholm
- Tegelvraket, Västerbotten
- Tessin (1870)
- Theodor (1906)
- Thielbek (1940)
- Torne (1913)
- Torsten (1880)
- Torö (1924)
- Tre Lejon/Tre Löver (1644)
- Trubbnos/Severn (1834)
- Tunabåten (700-tallet)
- Turturduvan/Duvan (1634/5)
- Tver (1841)
- Två Lejon (1644)
- Tärnan (1881)
- Tärnan (1915)

## U
- Uddeholm (1934)
- Ulla Fersen (1789)
- Ulven (1552)/Duke Johans Galley (1558-63)
- Ulven (1930)
- Ulvsund (1655)
- Unge Ryttaren (1599)
- Uppland (1749)
- Upsala (1822)
- Urd (1877)
- Urd (1928)

## V
- Valsgärdebåtarna
- Vasa (1627)
- Vasa (1778)
- Vatehönan (1574)
- Vega (1872)
- Vega (1910)
- Venersborg (1914)
- Venus (1623)
- Venus (1667)/Finland (1685)
- Verdande (1878)
- Vesta (1945)
- Vesuvius (1702)
- Viborg (1707)
- Viborgs Barken (1560)
- Viborgs Finske Falken (1562)
- Victoria (1658)
- Victoria (1676)
- Victoria (1690)
- Vidar (23/1909)
- Vikingaskeppet i Härnösand
- Viksbåten (1000-tallet)
- Vite Falken (1561)
- Vraken i Galtabäck
- Vraken i Kalmar slottsfjärd
- Vraken vid Blasieholmen
- Vraken vid Vindskärsvarv
- Vraket söder om Alön
- Vraket vid Bastöskären
- Vraket vid Kastellholmen
- Vraket vid Kofoten
- Vraket vid Åkroken
- Vulcan (1873)
- Vänersol (1979)
- Västervik (1626)
- Västervik (1630)

## W
- War Fundy (1918)
- Weiers Pinke (1604)
- Westfalen (1905)
- Wilhelm Gustloff (1937)
- Wirgio (1930)
- Wismar (1694)
- Wrede (1697)
- Wrede (1706)

## Y
- Ydale (1896)

## Z
- Zemira (1785)

## Å
- Ålands Hjorten (1603/04)
- Ålekråkan (1553/4)
- Årbybåten (850-950)

## Ä
- Älvsborg (1700)
- Älvsborgs Barken (1581)
- Älvsborgs Hector (1598)
- Älvsborgs Svanen (1598)
- Älvsnabbenvraket (1754)
- Ängeln (1621)
- Äpplet (1602)
- Äpplet (1622)
- Äpplet (1629)
- Äpplet (1661)
- Äran (1784)
- Äran (1901)
- Äskekärrskibet

## Ö
- Öland (1681)
- Öland (1705)
- Ömheten (1783)
- Örlogsfartyget ved Kastellholmen
- Örnen (1564)
- Östergöthland (1838)